# Karin Püschel
Karin Püschel (z domu Kahlow, ur. 8 stycznia 1958 w Merseburgu) – niemiecka siatkarka, medalistka igrzysk olimpijskich.

## Życiorys
W 1979 grająca na co dzień w klubie SC Leipzig Püschel była w składzie reprezentacji Niemiec Wschodnich, która wywalczyła srebrny medal na mistrzostwach Europy we Francji. Wystąpiła na igrzyskach olimpijskich 1980 w Moskwie. Zagrała wówczas w dwóch z trzech meczów fazy grupowej oraz w przegranym finale ze Związkiem Radzieckim.